# Муатрон
Муатро́н (фр. Moitron) — коммуна во Франции, находится в регионе Бургундия. Департамент коммуны — Кот-д’Ор. Входит в состав кантона Энье-ле-Дюк. Округ коммуны — Монбар.
Код INSEE коммуны — 21418.

## Население
Население коммуны на 2010 год составляло 62 человека.
| 1962 | 1968 | 1975 | 1982 | 1990 | 1999 | 2010 |
| ---- | ---- | ---- | ---- | ---- | ---- | ---- |
| 90   | 89   | 85   | 74   | 58   | 47   | 62   |

## Экономика
В 2010 году среди 34 человек трудоспособного возраста (15—64 лет) 26 были экономически активными, 8 — неактивными (показатель активности — 76,5 %, в 1999 году было 61,3 %). Из 26 активных жителей работали 24 человека (13 мужчин и 11 женщин), безработных было 2 (1 мужчина и 1 женщина). Среди 8 неактивных 1 человек был учеником или студентом, 4 — пенсионерами, 3 были неактивными по другим причинам.